# Hoya bella
Hoya bella ist eine Pflanzenart der Gattung der Wachsblumen (Hoya) aus der Unterfamilie der Seidenpflanzengewächse (Asclepiadoideae).

## Merkmale
Hoya bella ist ein ausdauernder, epiphytischer  Halbstrauch mit dünnen, verzweigten Trieben. Die flaumig behaarten Triebe sind gebogen und hängen nach unten. Sie sind stark beblättert, die Internodien sind nur wenige Zentimeter lang. Die gegenständigen Blätter sind gestielt, die Blattstiele sind dick und etwa 2 mm lang.
Die fleischigen Blattspreiten sind lanzettlich-eiförmig oder länglich-trapezförmig, 3 cm lang und 1 bis 1,5 cm breit. Der Apex läuft spitz zu, die Basis ist gerundet. Die Oberseite ist dunkelgrün und glänzend, die Unterseite ist heller und matt. Die Blattnervatur tritt mit Ausnahme der Mittelrippe kaum hervor. Die Mittelrippe ist auf der Oberseite rinnig eingesenkt und tritt auf der Unterseite erhaben hervor.
Die doldenförmigen Blütenstände sind endständig und hängen nach unten. Die Oberseite ist flach mit 4 bis 8 (selten bis 13) Blüten. Die Blüten sind um eine zentrale Blüte angeordnet. Die Blütenstandsstiele sind bis 3 cm lang und nicht persistierend. Sie fallen nach der Blüte (oder Fruchtbildung) völlig ab. Die weißlichen Blütenstiele sind bis 1,5 cm lang, entsprechend der Position im Blütenstand. Die Kelchblätter sind elliptisch und ausgebreitet. Die sternförmige Blütenkrone hat einen Durchmesser von 1,8 cm. Die Kronblattzipfel sind dreieckig, 7 mm lang und an der Basis 7 mm breit. Der Apex ist zugespitzt. Die Blütenkrone ist innen flaumig behaart. Die Ränder sind nach außen gebogen, sodass sich ein flach-v-förmiger Querschnitt der Kronblattzipfel ergibt. Die Nebenkrone ist glasig-rosa und fast waagrecht ausgebreitet. Die staminalen Nebenkronenzipfel sind dreieckig. Der innere Fortsatz ist stumpf und leicht aufsteigend; die Oberseite ist konvex gewölbt. Der äußere Fortsatz ist spitz. Die purpurfarbene Oberseite ist konkav eingesenkt, die Unterseite ist etwas blasser. Der Staubbeutelfortsatz ist dünn und membranös. Die Blüten duften vor allem abends und nachts intensiv süßlich und halten bis zu zwei Wochen. Sie scheiden wenig Nektar aus. In einer Blühphase werden ständig neue Blütenstände gebildet, sodass immer mehrere Blütenstände gleichzeitig offen sind.

## Ähnliche Arten
Die nahe verwandten Arten Hoya engleriana und Hoya lanceolata unterscheiden sich durch die Blätter.

## Geographische Verbreitung und Habitat
Das Verbreitungsgebiet reicht vom indischen Bundesstaat Manipur bis Myanmar.

## Taxonomie
Das Taxon wurde 1848 von William Jackson Hooker beschrieben. Es wurde von verschiedenen Autoren als Unterart von Hoya lanceolata angesehen (z. B. Hoffmann et al., 2002). Es wird von Plants of the World online nun wieder als eigenständiges Taxon akzeptiert.